# (37793) 1997 WE
(37793) 1997 WE est un astéroïde de la ceinture principale d'astéroïdes découvert en 1997.

## Description
(37793) 1997 WE a été découvert le 18 novembre 1997 à l'observatoire astronomique d'Ōizumi, situé à Ōizumi, dans la préfecture de Gunma, au Japon, par Takao Kobayashi.

### Caractéristiques orbitales
L'orbite de cet astéroïde est caractérisée par un demi-grand axe de 2,15 ua, un périhélie de 2,13 ua, une excentricité de 0,01 et une inclinaison de 2,97° par rapport à l'écliptique. Du fait de ces caractéristiques, à savoir un demi-grand axe compris entre 2 et 3,2 ua et un périhélie supérieur à 1,666 ua, il est classé, selon la JPL Small-Body Database, comme objet de la ceinture principale d'astéroïdes.

### Caractéristiques physiques
(37793) 1997 WE a une magnitude absolue (H) de 15,2 et un albédo estimé à 0,310.